# Beinn Eighe
Beinn Eighe är ett berg i Storbritannien.   Det ligger i kommunen Highland och riksdelen Skottland, i den nordvästra delen av landet, 700 km nordväst om huvudstaden London. Toppen på Beinn Eighe är 1 010 meter över havet, eller 627 meter över den omgivande terrängen. Bredden vid basen är 19,0 km.
Terrängen runt Beinn Eighe är varierad.  Trakten runt Beinn Eighe är nära nog obefolkad, med mindre än två invånare per kvadratkilometer. Trakten runt Beinn Eighe består i huvudsak av gräsmarker.
Löpetappen i det årliga extremtriathlonloppet Celtman Extreme Triathlon går delvis i Beinn Eighe-massivet.